# Jizbice
Jizbice település Csehországban, a Nymburki járásban. Jizbice Straky, Krchleby, Loučeň, Všejany és Vlkava településekkel határos. Lakosainak száma 383 fő (2024. január 1.).

## Népesség
A település lakosságának változását az alábbi diagram mutatja:
| Lakosok száma | 369  | 503  | 486  | 437  | 331  | 289  | 372  | 379  | 386  | 383  |
|               | 1869 | 1890 | 1921 | 1950 | 1980 | 2001 | 2017 | 2019 | 2022 | 2024 |